# Ozric Tentacles
Ozric Tentacles (Щупальца Озрика, также известные как просто Ozrics — Озрики) — инструментальный музыкальный коллектив из Сомерсета (Англия), чью музыку в целом и общем можно назвать психоделической. Коллектив был основан в 1984 году, и за свою более чем 40-летнюю историю выпустил свыше 25 альбомов.

## История
Участники группы встретились 21 июня 1984 года на фестивале «Stonehenge Free Festival», и их название было придумано в ходе дискуссии о гипотетических торговых марках хлопьев для завтрака (среди других вариантов были: Malcolm Segments, Desmond Whisps, Gordon Lumps). В 1980-х годах у группы появилось множество фанатов в фестивальных кругах, и Озрики выпустили несколько магнитоальбомов, которые продавались на концертах и через фан-клуб.
Первым альбомом, официально выпущенном на настоящем лейбле, стал «Pungent Effulgent» (1989, перевыпущен в начале 2000-х годов вместе со «Strangeitude»). Следом за ним вышел альбом «Erpland» (1990), посвящённый персонажу по имени Эрп (англ. Erp), изображённому на многих обложках альбомов коллектива. В 1991 году вышел альбом «Strangeitude». Композиция «Sploosh!» использовалась в рекламной кампании фирмы BMW, и стала единственным синглом группы. На 1993 год группа уже заработала более трёх миллионов долларов, а альбом «Jurassic Shift» попал в Top 10 британских альбомных чартов.
Состав постоянно менялся, и с начала 1990-х постоянными участниками являются только Ed Wynne (гитара, клавишные) и Jon Egan (флейта). Многие бывшие участники в дальнейшем продолжали творческую деятельность в таких электронных проектах, как Eat Static, Nodens Ictus, ZubZub и Moksha. Тем не менее, группа придерживается своего стиля, выпустила множество альбомов в 1990-х и 2000-х годах, регулярно даёт концерты. В 2002 году был выпущен концертный DVD. Концерты сопровождаются видеопроекциями и световыми эффектами. В течение долгого времени шоуменом на живых выступлениях был Джон Иган, известный как Jumping John, танцевавший по сцене как бы в трансе и игравший на множестве флейт.
В июне 2012 года студия группы в Колорадо был разрушена вследствие лесных пожаров. Группа в это время была на гастролях. Архивный материал и часть инструментов были уничтожены. После пожара группа обратилась к поклонникам помочь восстановить архив.

## Музыка
Музыка Озриков является психоделической смесью чётких басовых линий, звуковых эффектов, и практически танцевальных клавишных и гитары, со звучанием, сформировавшимся под влиянием Steve Hillage и группы Gong. Многие композиции написаны в необычном музыкальном размере, и/или в необычном, инспирированном восточной музыкой, музыкальном ладе. Более того, их музыке свойственны сложные аранжировки, и нередко в течение одной композиции происходит смена музыкальных размеров, ключей и темпов. Вдобавок, все эти особенности смешаны с элементами электронной музыки, а также прослеживается влияние музыки даб и эмбиент, что слышно на ряде типичных для этих стилей композиций, дополняющих работы Озриков.
В выступлениях используется множество инструментов, таких как электрические и акустические гитары, флейты, ксилофоны, обработанные семплы голосов и т.п.

## Дискография

### Официальные альбомы
- Pungent Effulgent (1989)
- Erpland (1990)
- Sploosh / Live Throbbe EP (1991)
- Strangeitude (1991)
- Live Underslunky (1992)
- Afterswish (1992)
- Ozric Tentacles (1993)
- Jurassic Shift (1993)
- Arborescence (1994)
- Vitamin Enhanced (1994) — CD box set of the first six cassette releases
- Become The Other (1995)
- Curious Corn (1997)
- Spice Doubt (1998)
- Waterfall Cities (1999)
- Floating Seeds (1999)
- The Hidden Step (2000)
- Swirly Termination (2000)
- Pyramidion (2001)
- Tantric Obstacles - Erpsongs re-release (2000)
- Live at The Pongmasters Ball (2002) — live DVD
- Eternal Wheel (The Best Of)
- Spirals in Hyperspace (2004)
- The Floor's Too Far Away (2006)
- Sunrise Festival (2008) — live CD & DVD
- The YumYum Tree (2009)
- Paper Monkeys (2011)
- Technicians of the Sacred (2015)
- Space for the Earth (2020)
- Lotus Unfolding (2023)

### Кассеты
- Tantric Obstacles (1985)
- Erpsongs (1985)
- There Is Nothing (1986)
- Live Ethereal Cereal (1986)
- Sliding Gliding Worlds (1988)
- The Bits Between the Bits (1989)